# Agaristinae
De Agaristinae zijn een onderfamilie van vlinders in de familie uilen (Noctuidae).

## Geslachten
- Acantuerta Hampson, 1907
- Acyclania Dognin, 1911[1]
- Aegocera Latreille, 1809
- Aethodes Hampson, 1918
- Agarista Leach, 1814
- Agaristodes Hampson, 1908
- Agoma
- Aletopus
- Alloasteropetes
- Alypia
- Alypiodes
- Andrhippuris
- Antigodasa
- Apaegocera
- Apina
- Arctiopais
- Argyrolepidia
- Arpia
- Arrothia
- Asteropetes
- Aucula
- Bergiantina[2]
- Brephos
- Burgena
- Caularis
- Caularisia Becker, 2010[1]
- Chaetostephana
- Chelonomorpha
- Chlanidophora Berg, 1877[1]
  - = Caridarctia Hampson, 1901
- Choeropais
- Cisaucula
- Clemira[3]
- Comocrus
- Copidryas
- Crameria
- Cremnophora
- Crinala
- Crinocula
- Cruria
- Cruriopsis
- Cyanohypsa Glacomelli, 1911[1]
- Darceta
- Darcetina
- Depalpata
- Epischausia
- Episteme
- Epithisanotia
- Erocha
- Eudryas
- Eupseudomorpha
- Euscirrhopterus
- Eutrichopidia
- Exsula
- Fleta
- Gerra
- Gerrodes
- Godasa
- Graphelysia Hampson, 1911[1]
- Hecatesia
- Hemituerta
- Heraclia
- Hespagarista
- Hortonius
- Idalima
- Immetalia
- Ipanica
- Letaba
- Leucogonia
- Leucovis
- Longicella
- Lophonotidia
- Maikona
- Massaga
- Melanchroiopsis
- Metagarista
- Metaxanthiella
- Mimeusemia
- Mitrophrys
- Musurgina
- Nesaegocera
- Neotuerta
- Ophthalmis
- Orthia
- Ovios
- Oxythaphora Dyar, 1917[1]
- Paida
- Pararothia
- Paratuerta
- Parothria
- Pemphigostola
- Phalaenoides
- Phasidia
- Philippodamias
- Pimprana
- Platagarista
- Pristoceraea
- Prostheta
- Pseudagoma
- Pseudalypia
- Pseudospiris
- Psychomorpha
- Radinocera
- Rhosus
- Rothia
- Saigonita
- Sarbanissa
- Schalifrontia
- Schausia
- Schausilla
- Scrobigera
- Seirocastnia
- Shapis
- Syfania
- Syfanoidea
- Tuerta
- Vespola
- Weymeria
- Xerociris
- Zalissa